# Taiwancylis
Taiwancylis là một chi bướm đêm thuộc phân họ Tortricinae của họ Tortricidae.

## Các loài
- Taiwancylis cladodium Razowski, 2000